# Aourou
Aourou est une localité, chef-lieu de la commune rurale malienne de Djélébou, et du cercle de Aourou dans la région de Kayes.

## Géographie
La localité de Aourou est située au nord en sur la rive droite du cours d'eau Djélébou, affluent de la rive gauche du Karakoro et sur la route nationale RN 21 à 74 km au nord du chef-lieu régional Kayes.

## Histoire
La localité est située dans le pays Guidimakan, région historique des confins de la Mauritanie, du Mali et du Sénégal.
L'arrondissement de Aourou est instauré en 1968, il est divisé en trois communes rurales : Djélébou, Karakoro et Sahel lors de la mise en place de la décentratisation en 1997.

## Infrastructures et services
Lors du recensement de 2009, la localité est desservie par les services suivants. :
- trois écoles
- un campement administratif
- deux formations de santé
- une caisse d'épargne et de crédit
- 9 points d'eau

## Cultes
- Grande mosquée d'Aourou